# Мургаб (річка)
Мурга́б (афг. Morghāb, туркмен. Murgap, перс. مرغاب) — річка в Центральній Азії, протікає територією Афганістану і Туркменістану.
Загальна довжина річки — 852 км, з них 350 км проходить територією Туркменістану. 
Басейн Мургабу становить 46 880 км², середньорічний стік річки становить 1657 млн м³. Площа басейну розподіляється між 60 тис. км² на півночі до 49 тис. км² до впадіння у неї притоки Кушка. 
Основні притоки Мургабу — річка Кашан (головний), Кушка, Абікайсар.

## Фізична географія
Річка Мургаб бере свій початок на північних схилах Парапамізських гір на висоті 2600 м над рівнем моря, на території Афганістану в містечку Сефідун-Кух і поселенні Бенді Туркестан. Територією Афганістану Мургаб протікає вузьким струмком, таким чином основна течія річки пробігає територією Туркменістану. Пройшовши між горами Ори і Джоака і вийшовши на рівнину, вона входить на територію Туркменістану через рівнину Хандепе. Тут річка зливається з притокою Абікайсар, яка бере свій початок на території Афганістану. 
Для зрошення господарських угідь Пендінської оази в Туркменістані, розташованого поблизу державного кордону з Афганістаном використовуються численні канали. Пройшовши незначну відстань територією Туркменістану, з річкою зливаються притоки Кашан (Гаш), Кушка (довжина — 277 км, басейн — 10620 км²). Потім річка починає різко розширюватися. Після прийняття останніх двох приток річка Мургаб пройшовши Гизиклибент, Солтанбент, Йолотань, Гіндукуш і не доходячи 30 км до міста Мари замикається в містечку Говшутбент. З цього місця течія річки продовжуюється каналами Утамиш і Тогтамиш, забезпечуючи угіддя етрапів Мургаб, Мари, Байрам-Алі поливною водою.
Після проходження Говшутбента на північ ширина Мургаба протягом 2-7 км становить 25-70 м. Після проходження містечка Егрігузер, що нижче центра велаяту Мари, річка, поділившись на зрошувальні канали іде в Каракумські піски поблизу селища Чашгин. 

## Живлення, забруднення і мінералізація

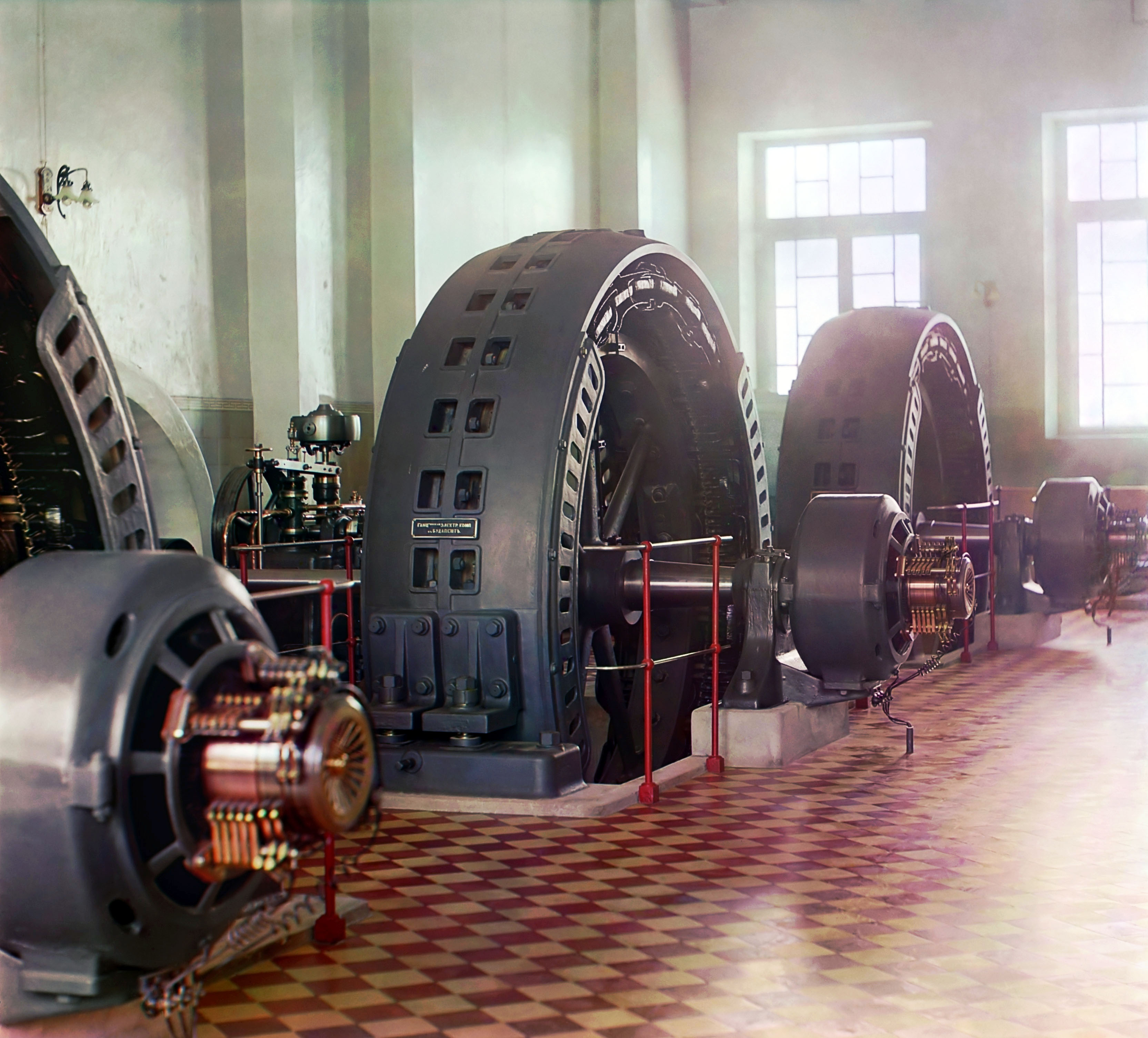
Гіндікушська ГЕС (генератори: Компанії Ганц, 1909).

Джерела витоку Мургабу розміщені на 3750 м над рівнем моря, тоді як притоки Кушка і Кашан збирають свої води у нижчій місцевості. Це визначає підживлення річки та її загальний характер — основний водозбір за рахунок танення снігів (на висоті нижче 2000-2500 метрів), у нижній течії — переважно підземними водами. Іноді на висоті 2000-2500 метрів у місцях скупчення вод річки в результаті дощових опадів трапляються підвищення рівня води річки і нерідко розливи річки. В результаті танення снігів розливи починається звичайно в березні, іноді в лютому. 
Забруднення як і в інших центральноазійських річок збільшується в міру руху з гір униз. Максимального забруднення сягає  у березні-квітні. Води Мургабу приносять з собою дрібнозернисті породи. Так, щороку Мургаб приносить у водоймище Дашкопри до 2726 тис. тонн дрібнозернистих порід. 
Заледеніння і замерзання річки явище дуже рідке. Замерзання річки відбувається у середній течії, верхні плини не замерзають. 
Вода Мургабу є середньомінералізованою. Мінералізація складає в середньому 500 міліграм солі на 1 літр води. Така мінералізація зростає при підживленні річки підземними водами.

## Каскад ГЕС
На річці розташовано ГЕС Гіндікуш, ГЕС Каушут-бент та ГЕС Колхоз-бент. 